# Gare de Decize
La gare de Decize est une gare ferroviaire française de la ligne de Nevers à Chagny, située sur la commune de Decize, dans le département de la Nièvre en région Bourgogne-Franche-Comté. 
Elle est mise en service en 1866 par la Compagnie des chemins de fer de Paris à Lyon et à la Méditerranée (PLM). C'est une gare de la Société nationale des chemins de fer français (SNCF), desservie par des trains TER Bourgogne-Franche-Comté.

## Situation ferroviaire
Établie à 196 m d'altitude, la gare de Decize est située au point kilométrique (PK) 37,914 de la ligne de Nevers à Chagny entre les gares ouvertes de Nevers et de Cercy-la-Tour.
Elle est équipée de deux quais : le quai « 1 » dispose d'une longueur utile de 195 m pour la voie « 1 », le quai « 2 » d'une longueur utile de 199 m pour la voie « 2 ».

## Histoire
La gare de Decize est mise en service avec l'ouverture par la Compagnie des chemins de fer de Paris à Lyon et à la Méditerranée (PLM) des 52 km de la voie unique du chemin de fer de Nevers à Cercy-la-Tour le 11 juin 1866.
Après une période de travaux débutés en janvier 2009, le 18 décembre 2009 a lieu l'inauguration des nouveaux aménagements de la gare de Decize. Elle devient la première gare de la région Bourgogne à être totalement accessible aux personnes en situation de handicap. Elle a été choisie en raison de sa fréquentation par de nombreuses personnes à mobilité réduites venant du centre spécialisé Les Marisys.

## Service des voyageurs

### Accueil
Gare SNCF, elle dispose d'un bâtiment voyageurs, avec guichet, ouvert du lundi au vendredi. Elle est notamment équipée d'un automate pour l'achat de titres de transport. C'est une gare Accès Plus avec des aménagements, équipements et services pour les personnes à la mobilité réduite. Présence notamment de deux ascenseurs.

### Desserte
Decize est desservie par des trains TER Bourgogne-Franche-Comté qui effectuent des missions entre les gares de Nevers et Dijon-Ville.

### Intermodalité
La gare est desservie par des lignes routières, à tarification SNCF, en complément ou remplacement des liaisons ferroviaires : de Nevers à Cercy-la-Tour, de Nevers à Decize, de Nevers ou Decize à Luzy. Certaines liaisons assurées par un service de car régional sont aussi accessible depuis la gare. 

## Service des marchandises
Cette gare est ouverte au service du fret (train massif seulement).